# ワンピ
ワンピ（黄皮、黄皮木、黄枇、学名: Clausena lansium）はミカン科ワンピ属の常緑低木。
中国原産。果樹として東南アジアの熱帯で広く栽培される。高さは4-5m。果実は黄色く、ブドウに似ている。実は長さ3cmくらいの卵形でる。中に大きな種子が3個から5個ある。生食だけでなく、ジャムやジュースなどに加工される。

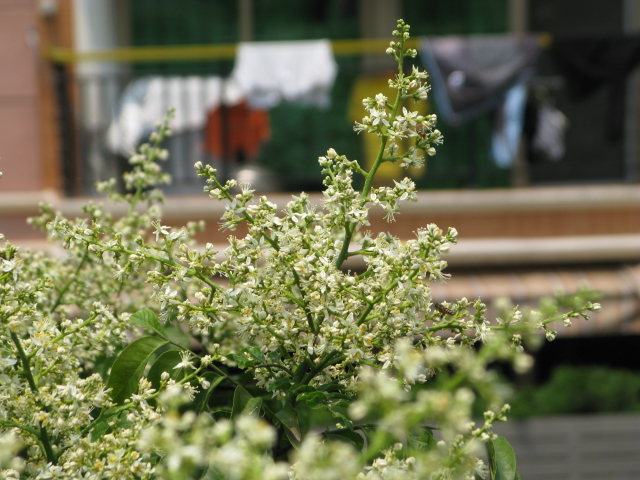
花
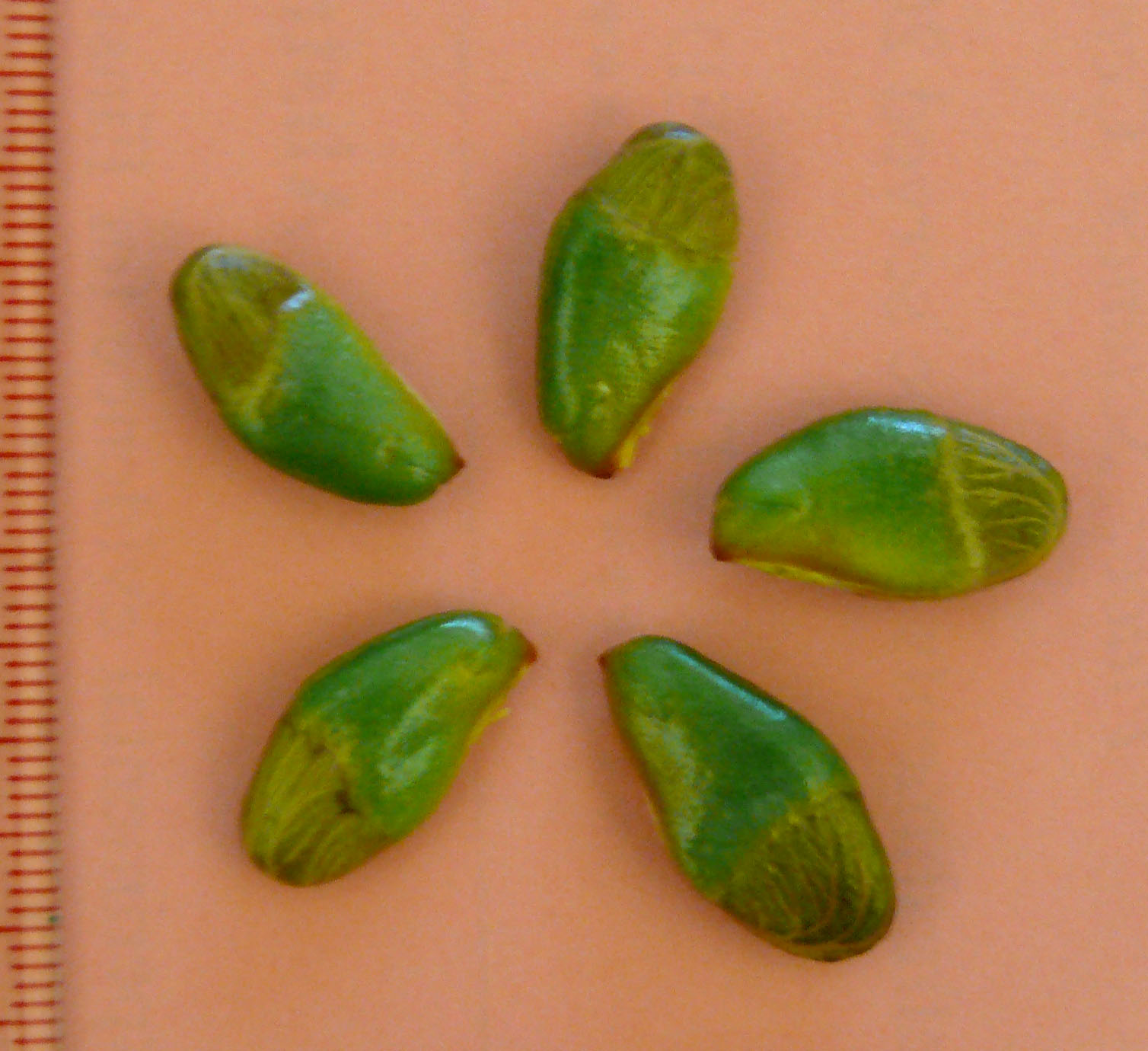
種